# Port-Cartier
Port-Cartier è un comune del Canada, situato nella provincia del Québec, nella regione di Côte-Nord.